# Władysław II Jagiellończyk
Władysław II Jagiellończyk cz. Vladislav II. Jagellonský, węg. II. Ulászló (ur. 1 marca 1456 w Krakowie, zm. 13 marca 1516 w Budzie) – królewicz polski, król czeski od 1471, węgierski i chorwacki od 1490, syn króla polskiego Kazimierza IV Jagiellończyka i Elżbiety Rakuszanki, córki króla Niemiec, Czech i Węgier Albrechta II Habsburga.

## Droga do władzy

### Walka o tron czeski
Władysław został w 1470 roku wyznaczony na następcę tronu przez króla czeskiego Jerzego z Podiebradów w zamian za pomoc Polaków w walce Jerzego z królem węgierskim i pretendentem do czeskiej korony, Maciejem Korwinem. Układem w Grazu Kazimierz Jagiellończyk uzyskał poparcie dla sukcesji syna w Czechach ze strony cesarza Fryderyka III Habsburga. Jerzy zmarł 22 marca 1471 r., a już dwa miesiące później, 27 maja, na zdominowanym przez sprzyjających Jagiellonom utrakwistów czeskim sejmie elekcyjnym w Kutnej Horze Władysław został obrany królem. Wkrótce potem, wprowadzony przez silne, dziesięciotysięczne polskie oddziały pod dowództwem Pawła Jasieńskiego, Jagiellończyk został 21 sierpnia ukoronowany na Hradczanach przez polskich biskupów na króla Czech.
Władysław zobowiązał się doprowadzić do unormowania stosunków państwa czeskiego z papieżem Sykstusem IV i spłacić długi Jerzego ciążące na czeskim skarbie. Walki z Węgrami trwały nadal. Korwin, cieszący się poparciem papieża oraz czeskich katolików i używający tytułu króla czeskiego, już wcześniej opanował Śląsk, Morawy i Łużyce. W 1474 roku Władysław zawarł w Norymberdze przymierze z cesarzem skierowane przeciw Węgrom. Tymczasem dyplomacja papieska zabiegała o sojusz Krzyżaków i Węgrów przeciw Czechom oraz Polsce. W tym samym roku wojsko polskie pokonało Węgrów pod Swanowicami i przystąpiło do oblężenia Wrocławia, którego jednak nie zdołało zdobyć. Później Kazimierz Jagiellończyk nie mógł już dłużej wspierać syna zbrojnie, ponieważ obradujący w Piotrkowie sejm nie zezwolił na dalszą wojnę. Władysław wkroczył do opanowanej przez Korwina Austrii, został jednak pokonany. Cesarz, jako senior władców czeskich, był zmuszony przekazać inwestyturę na Czechy królowi Węgier. Pod naciskiem stanów czeskich zawarto pokój w Brnie w 1478 roku, potwierdzony rok później w Ołomuńcu. Na jego mocy obaj pretendenci mieli używać tytułu króla czeskiego, a Korwin utrzymał władzę w opanowanych prowincjach.

### Walka o tron węgierski

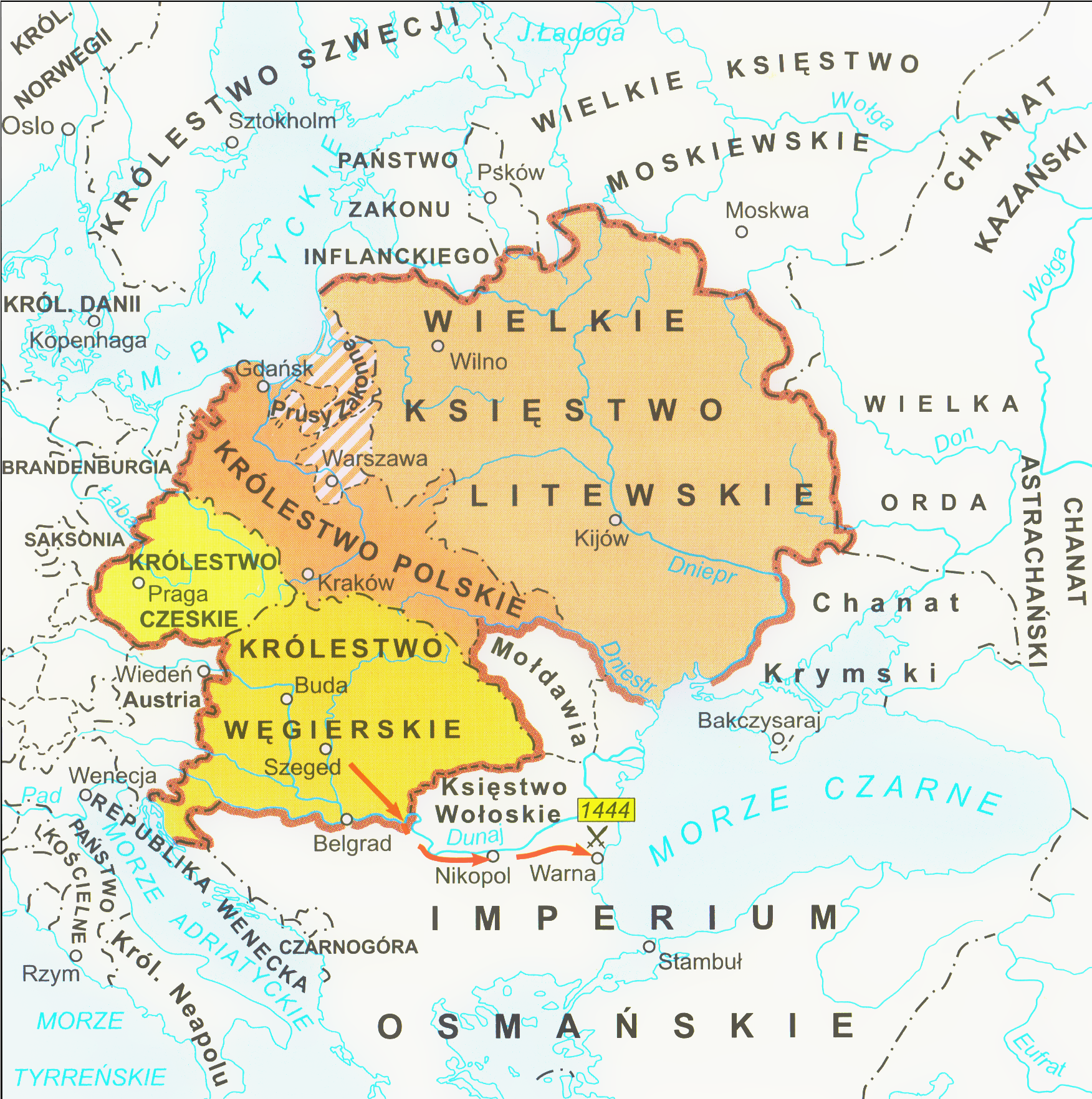
Państwa we władaniu dynastii Jagiellonów

W 1490 r., po śmierci Macieja Korwina doszło do podwójnej elekcji na Węgrzech: wybrano jednocześnie Władysława oraz jego brata, Jana Olbrachta. Władysław ożenił się z wdową po Korwinie, królewną neapolitańską Beatrycze. Między braćmi wybuchła wojna. W 1491 r. Władysław pokonał Olbrachta w bitwie pod Koszycami. Przy mediacji ojca doszło w Koszycach do ugody pomiędzy braćmi, na mocy której królem węgierskim pozostał Władysław, a Jan Olbracht uzyskał prawa do korony w razie jego bezpotomnej śmierci. Niedługo potem ten ostatni zerwał porozumienie i wojna wybuchła na nowo. W 1491 r. Węgry najechał inny pretendent, król niemiecki Maksymilian I Habsburg. Na mocy układu w Preszburgu Władysław zapewnił mu prawa do następstwa tronu, w ten sposób przekreślając układ z własnym bratem. Olbracht wznowił działania wojenne i dopiero w 1492 r. został ostatecznie pokonany w bitwie pod Preszowem przez magnata węgierskiego sprzymierzonego z Habsburgami, Stefana Zapolyę. W tym samym roku zmarł Kazimierz i Jan Olbracht objął po nim tron w Polsce. W 1494 doszło do zjazdu Jagiellonów w Lewoczy, gdzie Jan Olbracht i pozostali bracia postanowili wspierać Władysława jako króla Węgier. W 1497 Władysław nie udzielił Janowi Olbrachtowi obiecanej pomocy wojskowej podczas jego wyprawy do Mołdawii, co przyczyniło się do polskiej klęski pod Koźminem. Mimo to w 1498 r. bracia zawarli przymierze przeciw Turkom Osmańskim. Zdobywszy koronę Węgier, Władysław i jego współpracownicy stanęli przed trudnym zadaniem opanowania sytuacji w kraju. Skarb był pusty po latach kosztownej, mocarstwowej polityki Macieja Korwina, a wsie były grabione przez nieopłacaną od lat Czarną Armię. Z tą ostatnią rozprawiła się w dużej mierze na własną rękę węgierska szlachta.

## Król w rękach magnatów

### Rozwój przywilejów szlacheckich
Znany ze swej powolności i słabego charakteru, Władysław II łatwo ulegał naciskom magnatów i rywalizującej z nimi średniej szlachty. Ta ostatnia na Węgrzech bardzo się zaktywizowała i w ostatnich latach XV stulecia ochoczo zbierała pod bronią na corocznych zjazdach. W 1495 r. próbowano nawet wprowadzić prawo powszechnego udziału szlachty w sejmie (a nie posłów), choć projekt upadł na skutek oporu magnatów. Podczas serii takich zjazdów szlachta wysuwała pod adresem króla kolejne postulaty polityczne i społeczne, wymusiła na Władysławie m.in.: przekształcenie Rady Królewskiej z ciała mianowanego przez władcę w wybierane przez sejm, ograniczenie czasu trwania obrad sejmu (do 15 dni), wykluczenie duchownych z obejmowania godności świeckich oraz przejściowo, niedopuszczenie cudzoziemców do dziedziczenia korony. Mimo że wszystkich postulatów nie zrealizowano (wpływowi magnaci nie godzili się na pełne uzależnienie władcy od szerszych kręgów szlachty), to jednak władza królewska została w dużej mierze uzależniona od sejmu, czemu Władysław nie potrafił się sprzeciwić. W czasie pobytów króla na Węgrzech, Czechy podobnie stały się widownią sporów pomiędzy elitą magnacką a pomniejszymi panami. Oba stany działały natomiast zgodnie przeciwko miastom i chłopom. W 1487 roku sejm czeski odebrał chłopom prawo do zmiany pana lub przeprowadzki do miasta, a w 1490 roku całkowicie przypisał ich do ziemi (glebae adscriptum). W 1500 roku Władysław nadał przywileje szlachcie czeskiej, m.in.: zgodził się na kodyfikację prawa (tzw. Konstytucję Władysławowską), która ustanawiała trzy izby sejmowe: magnacką, szlachecką i mieszczańską, przy czym dla ostatniej przewidywano tylko głos doradczy i tylko w sprawach dotyczących miast. Z czasem miasta czeskie, w przeciwieństwie do węgierskich, zdołały umocnić swoją pozycję w sejmie, jednak oba państwa znalazły się w rękach oligarchii magnackich, umiejętnie sterujących uległym królem i wrogo nastawioną głównie do niższych stanów szlachtą.

### Wojna chłopska na Węgrzech
W 1513 r. papież Leon X ogłosił krucjatę przeciw Turkom, a rok później kanclerz i prymas Węgier w jednej osobie, kard. Tamás Bakócz (sam pochodzenia chłopskiego) zebrał liczną armię chłopską, która miała wyruszyć na Bałkany. Pod naciskiem szlachty węgierskiej, niezadowolonej z odpływu mas pracujących ze wsi krucjatę odwołano, a zawiedzione tłumy chłopów zwróciły się przeciw elitom. Panów okrzyknięto złem, przeciw któremu należy prowadzić krucjatę. Do buntu dołączył się plebs miast oraz mniejszości etniczne, Rumuni, Rusini i Serbowie. Rebelię próbował powstrzymać król Władysław, wydając specjalną odezwę, w której obiecywał wolność tym, którzy się poddają, ale groził śmiercią upartym buntownikom. Początkowo powstańcy odnieśli parę sukcesów, zwłaszcza w Siedmiogrodzie. Decydujące starcie, pod Temeszvárem, przegrali. Słabo zorganizowani i uzbrojeni ulegli przewadze regularnej armii magnackiej pod wodzą wojewody siedmiogrodzkiego, Jana Zapolyi i Stefana Batorego. Po kilku kolejnych, drobnych sukcesach rebelia ostatecznie upadła. Przywódcy powstania, Dózsa i Mészáros zostali spaleni na stosie. W tym samym roku sejm węgierski uchwalił przypisanie chłopów do ziemi (glebae adscriptum, podobnie jak wcześniej w Czechach), a także zakaz obejmowania dostojeństw kościelnych i noszenia broni przez chłopów. W ten sposób umocniła się patrymonialna dominacja szlachty węgierskiej nad chłopstwem.

### Król wobec polityki Habsburgów
W 1476 r. Władysław II poślubił Barbarę Hohenzollernównę, córkę margrabiego Brandenburgii Albrechta Achillesa, jednak wycofał się z tego małżeństwa, kiedy Barbara straciła księstwo głogowskie. W 1498 r. sejm węgierski uchwalił zakaz dopuszczania obcych posłów do obrad szlachty wybierającej króla. Węgierska średnia szlachta chciała w ten sposób wyeliminować Habsburgów z rozgrywek o węgierski tron. W 1500 roku król zawarł w Budzie przymierze z Polską i Francją przeciw Turkom Osmańskim i Habsburgom. Dla umocnienia układu Władysław pojął za żonę Annę de Foix, córkę francuskiego możnego Gastona II de Foix. W 1505 r. sejm węgierski w Rákoš ostatecznie zamknął cudzoziemcom drogę do węgierskiej korony, ale Władysław potajemnie zawarł pakt z Maksymilianem I w Wiener Neustadt, przyznając mu na powrót prawa sukcesyjne. Maksymilian wkroczył na Węgry i zajął Pożoń i Sopron, domagając się cofnięcia uchwał sejmu. Zawarto więc kolejną umowę w Wiedniu, w której oficjalnie potwierdzono następstwo tronu dla Habsburgów. W 1506 urodził się jednak jedyny syn Władysława Ludwik II Jagiellończyk, co teoretycznie przekreślało możliwość austriackiego dziedziczenia. Ostatecznie w 1515 r. w Wiedniu cesarz adoptował Ludwika, a w 1517 r. zaaranżowano małżeństwa Anny Jagiellonki, córki Władysława z wnukiem cesarza, Ferdynandem Habsburgiem oraz Ludwika Jagiellończyka z wnuczką cesarza, Marią Habsburg.
Ze względu na słabość charakteru i gnuśność, zyskał od Węgrów przydomek Dobzse (w tłumaczeniu z polskiego na łacinę rex bene – „król dobrze”, od nadużywania tego słowa).

## Genealogia
| Władysław II Jagiełło ur. ok. 1351 zm. 1 VI 1434 | Władysław II Jagiełło ur. ok. 1351 zm. 1 VI 1434 |                                                         |                                                         | Zofia Holszańska ur. ok. 1405 zm. 21 IX 1461 | Zofia Holszańska ur. ok. 1405 zm. 21 IX 1461 |  |  | Albrecht II Habsburg ur. 16 VIII 1397 zm. 27 X 1439 | Albrecht II Habsburg ur. 16 VIII 1397 zm. 27 X 1439 |                                               |                                               | Elżbieta Luksemburska 1) ur. 1409 zm. 1442 | Elżbieta Luksemburska 1) ur. 1409 zm. 1442 |
|                                                  |                                                  |                                                         |                                                         |                                              |                                              |  |  |                                                     |                                                     |                                               |                                               |                                            |                                            |
|                                                  |                                                  |                                                         |                                                         |                                              |                                              |  |  |                                                     |                                                     |                                               |                                               |                                            |                                            |
|                                                  |                                                  | Kazimierz IV Jagiellończyk ur. 30 XI 1427 zm. 7 VI 1492 | Kazimierz IV Jagiellończyk ur. 30 XI 1427 zm. 7 VI 1492 |                                              |                                              |  |  |                                                     |                                                     | Elżbieta Rakuszanka ur. 1436 zm. 30 VIII 1505 | Elżbieta Rakuszanka ur. 1436 zm. 30 VIII 1505 |                                            |                                            |
|                                                  |                                                  |                                                         |                                                         |                                              |                                              |  |  |                                                     |                                                     |                                               |                                               |                                            |                                            |
|                                                  |                                                  |                                                         |                                                         |                                              |                                              |  |  |                                                     |                                                     |                                               |                                               |                                            |                                            |
|                                                  |                                                  |                                                         |                                                         |                                              |                                              |  |  |                                                     |                                                     |                                               |                                               |                                            |                                            |

| 1 Barbara Hohenzollern 2) ur. 29/30 V 1464 zm. 4 IX 1515 OO 19/20 VIII 1476 | 1 Barbara Hohenzollern 2) ur. 29/30 V 1464 zm. 4 IX 1515 OO 19/20 VIII 1476 | 2 Beatrycze Aragońska 3) ur. 14 XI 1457 zm. 13 IX 1508 OO 4 X 1490 (ślub tajny) | 2 Beatrycze Aragońska 3) ur. 14 XI 1457 zm. 13 IX 1508 OO 4 X 1490 (ślub tajny) | Władysław II Jagiellończyk ur. 1 III 1456 zm. 13 III 1516 | Władysław II Jagiellończyk ur. 1 III 1456 zm. 13 III 1516 | 3 Anna de Foix ur. po 1469 zm. 26 VII 1506 OO 6 X 1502 | 3 Anna de Foix ur. po 1469 zm. 26 VII 1506 OO 6 X 1502 |  |  |
|                                                                             |                                                                             |                                                                                 |                                                                                 |                                                           |                                                           |                                                        |                                                        |  |  |
|                                                                             |                                                                             |                                                                                 |                                                                                 |                                                           |                                                           |                                                        |                                                        |  |  |
|                                                                             | 3                                                                           |                                                                                 | 3                                                                               |                                                           |                                                           |                                                        |                                                        |  |  |
| Anna Jagiellonka 4) ur. 23 VII 1503 zm. 27 I 1547                           | Anna Jagiellonka 4) ur. 23 VII 1503 zm. 27 I 1547                           | Ludwik II Jagiellończyk ur. 1 VII 1506 zm. 29 VIII 1526                         | Ludwik II Jagiellończyk ur. 1 VII 1506 zm. 29 VIII 1526                         |                                                           |                                                           |                                                        |                                                        |  |  |

1. córka Zygmunta Luksemburskiego
2. córka Albrechta III Achillesa, wdowa po Henryku XI głogowskim
3. wdowa po Macieju Korwinie
4. żona Ferdynanda I Habsburga, matka Elżbiety Habsburżanki, Maksymiliana II Habsburga, Katarzyny Habsburżanki, Karola Styryjskiego